# Луций Касий Лонгин (консул 30 г.)
Вижте пояснителната страница за други личности с името Луций Касий Лонгин.
Луций Касий Лонгин (на латински: Lucius Cassius Longinus; † 41 г.) e политик и сенатор на ранната Римска империя.

## Биография
Произлиза от фамилията Касии, която играе важна роля от 2 век пр.н.е. Убиецът на Цезар Гай Касий Лонгин e негов директен роднина. Той е син на Луций Касий Лонгин (консул 11 г.) и Елия, дъщеря на юриста Квинт Елий Туберон (консул 11 пр.н.е.). Луций и брат му Гай са възпитавани от баща си по строгата староримска традиция.
През 30 г. той е консул заедно с Марк Виниций. През 33 г. се жени по желание на Тиберий за Друзила, дъщерята на Германик.
През 36 г. той остановява загубите от един пожар в Рим заедно със зетовете си Гней Домиций Ахенобарб, Марк Виниций и Гай Рубелий Бланд. Когато зет му Калигула става император развежда Касий от сестра си Друзила.